# 井上トシユキ
井上 トシユキ（いのうえ トシユキ、井上 俊幸、1964年〈昭和39年〉12月31日 - ）は、日本のフリーライター、ジャーナリスト、ITジャーナリスト、司会、コメンテーター、DJ、である。

## 人物
2ちゃんねる、インターネットなどでITに関して活動する。現在はトシユキ、過去に丼上（どんうえ）などのハンドルネームを用いる。

## 来歴
京都府京都市で生まれ、愛知県名古屋市や東京都板橋区で育つ。Macintoshユーザーで、ニフティサーブにパソコン通信初期の頃からQWS02556のIDで参加する。
1989年に同志社大学文学部教育学専攻を卒業し、株式会社ユー・ピー・ユーで営業や企画に従事して東京本社で営業課長を務めて1997年に退社する。
大阪支社時代の1992年に、企画とディレクションを担当したワコールの入社案内が全国PR誌コンクール入社案内部門で最優秀賞となる。ワコールで担当した営業者は大学の同級生でジャーナリストの石丸次郎である。
1998年に、先にユー・ピー・ユーを辞して「ワイアード日本版」編集部に在籍する後輩から無職を咎められ、4月に同誌へ記事を寄せてフリーライターを始め、以後「月刊サイゾー」、コアマガジン、「日刊ゲンダイ」などで活動する。
2001年に『2ちゃんねる宣言　挑発するメディア』を文藝春秋から著す。
2003年2月に初代編集長を務めた「電波2ちゃんねる」で個人情報が漏洩して問題となる。
2004年に『SPA!』（扶桑社）の「エッジな人々」にライブドア社長堀江貴文の長編インタビューが載る。のちにニッポン放送新株予約権発行差し止め仮処分で審尋資料として提出された。
2005年1月18日に「2ちゃんねる事情に詳しい」の肩書きで『報道ステーション』（テレビ朝日・ANN）へ出演し、大学入試センター試験の問題漏洩事件で「（問題などを）当てる人のことを神といいます。神、いわゆるゴッド」と語る。
2006年7月に山本一郎が経営するイレギュラーズアンドパートナーズ株式会社の監査役を辞任する。
2007年4月の日刊ゲンダイで、ブログ『きっこの日記』の運営者きっこを「本人はブログ上で、ヘアメークアーティストと自称しているが、それらしい人物は見当たりません。また、複数の雑誌記者が書いているのではないか」とした。

## 著書等
- 『消費者金融　誰もが驚く裏オモテ』文藝春秋、2003年。
- 『インターネット犯罪大全』紀藤正樹著、井上トシユキ構成（インフォバーン）2004年
- 『恐縮戦記』梨元勝と共著（ソフトバンクパブリッシング）2004年
- 別冊宝島Real（宝島社）
  - 『渋谷系ビットビジネスの正体！を見た』
  - 『敗者復活！』
  - 『サッカー日本代表　斬り捨て御免！』
  - 『ドキュメント！　内部告発』
  - 『まれに見るバカ女』
- 月刊サイゾー増刊（インフォバーン）
  - 『勝手に会社案内2003』
  - 『才蔵』
  - 『バカ発言丸投げ丼　日本をダメにする政治家の一言』
- 『インターネット白書2002』（インプレス）
- 『マスコミ就職読本』（創出版）
- 『木野評論34』（京都精華大学）
- 『2ちゃんねる公式ガイド』（コアマガジン）
- 『実録！株式市場のカラクリ』（イーストプレス）
- 『ヒルズではたらく社員の告白 ネット企業って、実際どうよ？』（洋泉社）
- 「ネットから生まれたソニータイマー伝説」『ソニー病』（洋泉社）

## 放送出演
- BATTLE TALK RADIO アクセス（〜2010年4月2日、TBSラジオ） - 2006年1月〜2010年3月 木曜日のトーク出演
- 秋葉な連中（テレビ東京）
- 丹野みどりのよりどりっ!（〜2019年3月29日、CBCラジオ） - 2013年4月～2015年3月 火曜～木曜サブパーソナリティ
- おっ三ラジオ（2014年10月12日〜2016年3月13日、 CBCラジオ）
- 荒川強啓 デイ・キャッチ!（〜2019年3月29日、TBSラジオ）- 不定期コメンテーター
- 〜裏ネタワイド〜 DEEPナイト （テレビ東京系列）
- ゴゴスマ -GO GO!Smile!-（CBCテレビ）- コメンテーター <日替り>
- 北野誠のズバリ（CBCラジオ）2015年3月～2021年3月 月曜サブパーソナリティ
- 北野誠のズバリ サタデー（CBCラジオ） ～2021年3月 - 月の最終週以外